# Galeus cadenati
Galeus cadenati — акула з роду Пилкохвоста котяча акула родини Котячі акули. Інша назва «довгоплавцева пилкохвоста котяча акула». Спочатку описана як самостійний вид. Проте згодом тривалий час вважалася підвидом мармурової пилкохвостої акули. Лише у 2000 році відновлена як самостійний вид.

## Опис
Загальна довжина досягає 34,5 см. Зовнішністю схожа на Galeus antillensis, Galeus arae, Galeus springeri. Голова подовжена. Морда загострена. Очі великі, мигдалеподібні, з мигальною перетинкою. Зіниці щілиноподібні. Під очима розташовані невеличкі горбики. За очима розташовані невеличкі бризкальця. Ніздрі з трикутними носовими клапанами. Губні складки виражені. Рот помірно широкий, зігнутий. На верхній та нижній щелепі розташовано 62 робочих зубів. Зуби розташовані у декілька рядків, дрібні, з 3-5 верхівками, з яких центральна є високою та гострою. У неї 5 пар коротких зябрових щілин. Тулуб стрункий. Луска дрібна, листоподібної форми. Розташована щільно, інколи перекривають одна одну. Грудні плавці великі, широкі, з округлими верхівками. Має 2 спинних плавця однакового розміру, зі згладженими верхівками. Передній спинний плавець розташовані навпроти заднього частини черевних плавців. Черевні плавці маленькі. Задній спинний плавець розташовано навпроти заднього частини анального плавця. Анальний плавець доволі широкий, довжини основи становить 13-16% довжини усього тіла акули. Хвостовий плавець гетероцеркальний, на стеблі присутні гребінь з великої луски.
Забарвлення жовто-коричневе. На спині та боках присутні темні сідлоподібні плями. Ротова порожнина та губні борозни чорного кольору.

## Спосіб життя
Тримається на глибині 431–549 м, континентальних схилах. Доволі млява акула. Полює біля дна, є бентофагом. При цьому застосовує щічний насос, який втягує здобич. Живиться креветками, крабами, омарами, лангустами, а також невеличку костисту рибу.
Статева зрілість самців настає при розмірі 29 см, самиць — 29-34 см. Це яйцекладна акула. Самиця відкладає 2 яйця формою у вигляді пляшки завдовжки 4,9-5,1 см та завширшки 1,2-1,6 см.
Не є об'єктом промислового вилову.

## Розповсюдження
Мешкає біля узбережжя Панами та Колумбії.